# Érchegység
Az Érchegység (németül: Erzgebirge, csehül: Krušné hory, felső-szorb nyelven Rudne horiny) egy középhegység a németországi Szászország és csehországi Karlovy Vary-i és Ústí nad Labem-i kerület határán. A német-cseh határ közvetlenül a gerincvonaltól északra húzódik. Legmagasabb kiemelkedései a Klínovec 1243,7 méter tengerszint feletti magassággal és a Fichtelberg 1214,79 méteres magassággal. 
Az Érchegység természetét az emberi beavatkozás a középkorban történt első betelepülési hullám óta intenzíven alakította, és változatos kultúrtájat hozott létre. Különösen a bányászat, a bányatavakkal, gátakkal, árkokkal és gödrökkel, sok helyen közvetlen hatással volt a tájra, valamint a növények és állatok élőhelyére. A történelmileg nagyrészt eredeti állapotban fennmaradt műszaki emlékek, valamint a bányászathoz kapcsolódó egyedi emlékek és tárgyi egységek (17 a szász és öt a cseh oldalon) 2019 óta az UNESCO Világörökség részei az Érchegységi bányavidék néven.
A német oldalon a tengerszint feletti 500 méteres magasságtól kezdődően a magasabban fekvő területek az Erzgebirge/Vogtland Natúrparkhoz tartoznak. A keleti Érchegység az Osterzgebirge tájvédelmi területként védett. A német és a cseh oldalon található további kisebb területeket az állam természetvédelmi területként és természeti emlékként védi. A hegygerinceken több nagy kiterjedésű, csak esővízzel táplált láp is található. Az Érchegység kedvelt kirándulóhely, a magasabb régiókban pedig népszerű téli sportterületek találhatók.

## Topográfia

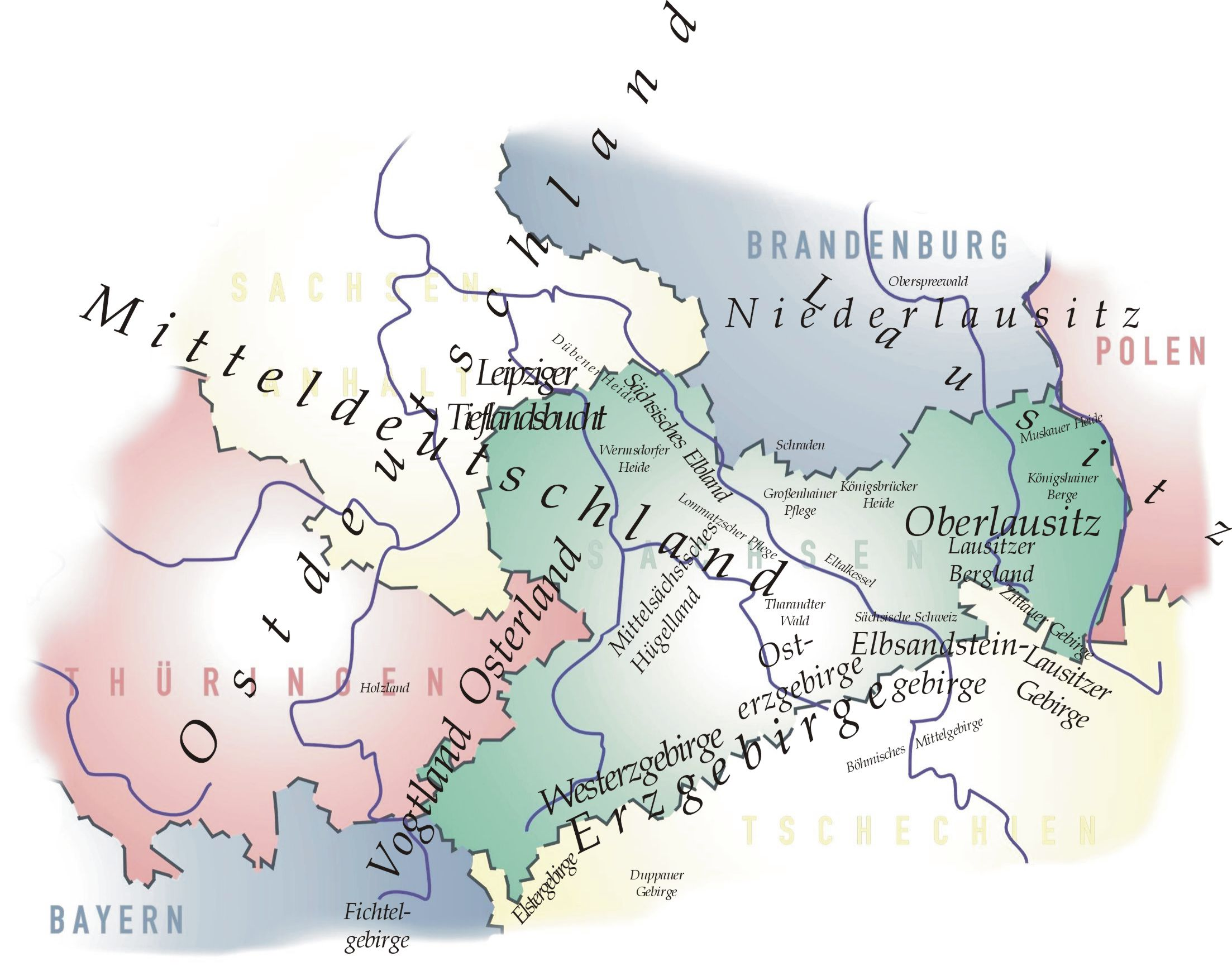
Az Érchegység területét érintő különböző tájak és vidékek

### Terület, szomszédos tájak és határok
Az Érchegység délnyugati–északkeleti irányban mintegy 150 kilométer hosszúságú és átlagosan 40 kilométer széles. Geomorfológiai szempontból a Schwarzwasser és a Zwickauer Mulde, valamint a Flöha-völgy (Flöhalinie) által elválasztott Nyugati-, Középső- és Keleti-Érchegységre oszlik, a nyugati résznek a Schwarzwasser mentén történő felosztása újabb keletű. A Keleti-Érchegységet mindenekelőtt kiterjedt, lassan emelkedő fennsíkok jellemzik, amelyek a tagoltabb, nagyobb magasságokat elérő középső és nyugati részeken kisebbek, és amelyeket szintén gyakran irányt változtató völgyek szelnek át. Magát a hegység gerincét mindhárom szakaszon fennsíkok és önálló hegyek sorozata alkotja.
Keleten az Elbai-homokkőhegység, nyugaton az Elster-hegység és a Vogtland egyéb szászországi részei húzódnak. A Közép- és Keleti-Érchegységtől délkeletre fekszik az Észak-csehországi-medence, közvetlenül tőle keletre pedig a Cseh-középhegység, amelyet a Keleti-Érchegységtől az említett medence keskeny előhegyei választanak el. A Nyugati-Érchegységtől délkeletre fekszik a Falkenau-medence, a Cheb-hasadékvölgy és a Doupov-hegység. Észak felé a határ elmosódik, mivel az Érchegység, mint a vetődéssel létrejövő lépcsőzetes röghegység jellegzetes képviselője, nagyon lankásan lejt.
A nyugati és középső Érchegység és a Zwickau és Chemnitz között északra fekvő löszhátak közötti átmeneti zónát nevezik Érchegység-medencének, míg a keleti Érchegységtől északra fekvő területet Elő-Érchegységnek. A Freital és Pirna közötti előhegységet Dresdner Erzgebirgsvorlandnak vagy Bannewitz-Possendorf-Burkhardswalder-fennsíknak nevezik. Geológiailag az Érchegység a Freital melletti Windberggel és a Karsdorfi törésvonallal egészen Drezda városhatáráig terjed. Az Osterzgebirge bevágott völgyei áttörik ezt a törést és az Elba-völgy medencéjének hegygerincét.
Az alacsony hegységküszöbön belül az Érchegység a tágab értelemben vett Cseh-masszívum része, amely a Felső-Pfalzi-erdőből, a Cseh-erdőből, a Bajor-erdőből, a Luzsicei-hegységből, a Jizera-hegységből, az Óriás-hegységből és a Belső-cseh-hegységből is áll. A Felső-Pfalzi-erdővel, a Cseh-erdővel, a Bajor-erdővel, a Fichtel-hegységgel, a Frank-erdővel, a Türingiai-táblahegységgel és a Türingiai-erdővel együtt szintén egy ipszilon alakú hegységegyüttest alkot, amely – bár nincs saját neve – meglehetősen egységes éghajlattal rendelkezik.
A kultúrterületek hagyományának megfelelően Zwickau történelmileg még mindig az Érchegységhez tartozik, Chemnitz történelmileg éppen azon kívül, Freiberg pedig ismét ide tartozik. Az Érchegység feltételezett határa Drezdától délnyugatra, az Elbai-homokkőhegység felé húzódik. A fő jelleg, azaz a lapos fennsíkok a gerincre emelkedő és metsző bevágású völgyekkel, az Elba völgymedencéjének déli pereméig folytatódik. A hegyégtől északra a táj fokozatosan átmegy a Szász-löszsíkságba. A Müglitz és Gottleuba völgyei szintjén a kulturális-térbeli átmenet az Elbai-homokkőhegység felé nagyon elmosódott.

### Jelentősebb hegycsúcsok
Az Érchegység legmagasabb hegye 1244 méteres magasságával a Klínovec (Keilberg) a hegység csehországi részén található. A német oldalon a legmagasabb kiemelkedés és egyben Szászország legmagasabb hegye az 1215 méter magas Fichtelberg. Az Érchegységben mintegy harminc olyan csúcs található, amelyek tengerszint feletti magassága meghaladja az 1000 métert, de nem mindegyikük kiemelkedő hegy. Legtöbbjük a Keilberg és a Fichtelberg környékén, körülbelül egyharmaduk a szász oldalon található.
| Hegycsúcs                                 | Tengerszint feletti magasság | Hegyvonulat          | Régió                  | elepülés                    | Megjegyzés |
| ----------------------------------------- | ---------------------------- | -------------------- | ---------------------- | --------------------------- | --- |
| Klínovec (Keilberg)                       | 1244 m                       | Krušné hory          | Karlovy Vary-i kerület | Jáchymov (St. Joachimsthal) | az Érchegység és Észak-Csehország legmagasabb hegye                                                                   |
| Fichtelberg                               | 1214 m                       | Mittleres Erzgebirge | Szászország            | Oberwiesenthal              | Szászország legmagasabb hegye, kettős csúcs a Kleiner Fichtelberggel (1205,6 m)                                       |
| Božídarský Špičák (Gottesgaber Spitzberg) | 1115 m                       | Krušné hory          | Karlovy Vary-i kerület | Boží Dar (Gottesgab)        | a Fichtelberg-Keilberg masszívumon kívüli legmagasabb hegység                                                         |
| Meluzína (Wirbelstein)                    | 1094 m                       | Krušné hory          | Karlovy Vary-i kerület | Krásný Les (Schönwald)      | Hegygerinc, a Fichtelberg-Keilberg masszívum keleti peremén                                                           |
| Nad Ryžovnou (Wagnerberg)                 | 1054 m                       | Krušné hory          | Karlovy Vary-i kerület | Boží Dar                    | |
| Blatenský vrch (Plattenberg)              | 1043 m                       | Krušné hory          | Karlovy Vary-i kerület | Potůčky (Breitenbach)       | Johanngeorgenstadttól délre                                                                                           |
| Eisenberg                                 | 1029 m                       | Mittleres Erzgebirge | Szászország            | Oberwiesenthal              | Oberwiesenthaltól északra fekvő hegygerinc, amelyet a Vierenstraße út választ el a Fichtelberg-Keilberg masszívumtól. |
| Plešivec (Pleßberg)                       | 1028 m                       | Krušné hory          | Karlovy Vary-i kerület | Abertamy (Abertham)         | Bazalthegy, közvetlenül az Érchegység meredek leszakaásán                                                             |
| Auersberg                                 | 1018 m                       | Westerzgebirge       | Szászország            | Eibenstock, Wildenthal      | a Westerzgebirge legmagasabb hegye, gránitcsúcs                                                                       |
| Zaječi hora (Rammelsberg)                 | 1008 m                       | Krušné hory          | Karlovy Vary-i kerület | Potůčky                     | erdős hegység Platten és Johanngeorgenstadt hegyi városa között                                                       |
| Taufichtig                                | 1001 m                       | Mittleres Erzgebirge | Szászország            | Oberwiesenthal              | Hegygerinc a Fichtelberg-Keilberg masszívum észak-nyugati peremén                                                     |

## Fordítás
- Ez a szócikk részben vagy egészben  az   Erzgebirge című német Wikipédia-szócikk ezen változatának fordításán alapul.  Az eredeti cikk szerkesztőit annak laptörténete sorolja fel. Ez a jelzés csupán a megfogalmazás eredetét és a szerzői jogokat jelzi, nem szolgál a cikkben szereplő információk forrásmegjelöléseként.